# 1344
Năm 1344 (Số La Mã: MCCCXLIV) là một năm nhuận bắt đầu từ ngày thứ năm trong lịch Julius.